# New Zealand War Service Medal
La New Zealand War Service Medal (NZWSM), littéralement « Médaille néo-zélandaise du service de la guerre », est une médaille militaire de campagne néo-zélandaise pour services rendus dans la Seconde Guerre mondiale.

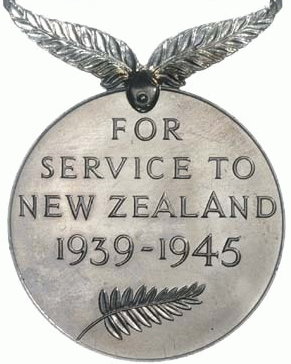
Revers.